# 无喙囊薹草
无喙囊薹草（学名：Carex davidii）是莎草科薹草属的植物，是中国的特有植物。分布于中国大陆的湖北、甘肃、陕西、浙江、四川、安徽等地，生长于海拔460米至1,200米的地区，常生于山坡草地及林缘，目前尚未由人工引种栽培。

## 异名
- Carex davidii Franch. var. ascocentra (C. B. Clarke) Kuekenth.